# Eskild Ebbesen
Eskild Balschmidt Ebbesen (født 27. maj 1972) er en dansk tidligere letvægtsroer, der var en af de mest vedholdende medlemmer af de såkaldte "Guldfireren", der vandt en stribe OL- og VM-medaljer, heraf ni af guld, fra 1990'erne og tyve år frem. Han har modtaget mange hæderbevisninger for sin indsats og er blandt andet optaget i dansk idræts Hall of Fame. 

## Rokarriere
Ebbesen har repræsenteret Silkeborg Roklub, Odense Roklub og Danske Studenters Roklub. Han begyndte dog først sent at ro, idet han var 17 år, før han første gang roede om kap. 
I mange år var det tradition i dansk roning, at en båd, der konkurrerede ved internationale konkurrencer, bestod af roere fra samme klub. I begyndelsen af 1990'erne besluttede Dansk Forening for Rosport at bryde med det princip, og en af de bådklasser, der blev satset på, var letvægtsfireren. Ebbesen var en del af den originale besætning fra 1993 af den letvægtsfirer, der kom til at blive kendt som "Guldfireren". Udover ham bestod den af Niels Laulund, Victor Feddersen og Thomas Poulsen. Ebbesen var dermed med til bådens første succes, da den vandt VM-guld i 1994 og sølv ved VM året efter. De satte desuden snart verdensrekord i båden, og da letvægtsfireren kom på det olympiske program til OL 1996 i Atlanta, var danskerne blandt favoritterne. De lagde ud med at vinde deres indledede heat og fulgte op med at vinde deres semifinale, hvorpå finalen blev fik et spændende opløb mellem danskerne og den canadiske båd. Det endte med, at Ebbesen og hans kammerater vandt den første danske OL-roguldmedalje siden 1964. De sejrede med 0,55 sekunder foran Canada, mens USA fik bronze. Denne præstation gav båden sit tilnavn, som kom til at hænge ved i mange år fremover.
I årene efter OL 1996 var båden helt suveræn på den internationale scene og vandt VM-guld hvert af årene 1997-1999, selv med enkelte udskiftninger. I den tidlige sommer 2000 døjede Thomas Poulsen med en skade, og det blev en kendsgerning, at han ikke blev klar til OL samme år i Sydney, så han blev afløst af Søren Madsen kort før OL. Den sene udskiftning var muligvis medvirkende til, at båden ikke klarede sig godt ved legene. I hvert fald blev danskerne sidst i deres heat og måtte gennem opsamlingsheat for at komme i semifinalen. Her blev de nummer to, og i finalen kunne de ikke følge med de bedste. Frankrig vandt foran Australien, mens danskerne trods alt fik en bronzemedalje.
Feddersen havde nogen tid inden OL 2000 bekendtgjort, at han ville stoppe sin aktive karriere efter legene. Ved VM i 2001 var det blot Eskildsen, der var tilbage fra den originale firer, mens Søren Madsen fortsatte efter OL, og de to blev nu suppleret med Thor Kristensen og Thomas Ebert. Den rekonstruerede besætning var stærk nok til at hente sølv ved VM, og året efter var Søren Madsen udskiftet med Stephan Mølvig, da det blev til endnu en VM-guldmedalje. 
I 2003 vandt båden både Worldcuppen og VM-guldet, og i 2004 blev det igen til sejr i Worldcuppen. Dette år var der OL i Athen, og her var Eskildsen dansk flagbærer ved åbningsceremonien. På vandet var fireren favoritter til at tilbageerobre guldet med VM-besætningen fra 2003. I indledende heat satte de ny olympisk rekord (som Australien dog forbedrede i det følgende heat), og i semifinalen vandt de sikkert. I finalen lagde danskerne sig i spidsen fra starten, og der blev de og sejrede med over et sekund ned til Australien på andenpladsen, mens Italien fik bronze.
Året efter opløstes besætningen og først i 2007, hvor Ebbesen var vendt tilbage til båden, fik den igen succes. Ved OL 2008 i Beijing bestod bådens besætning af Morten Jørgensen, Mads Kruse-Andersen, Thomas Ebert og Ebbesen. Danskerne vandt deres indledende heat i ny olympisk rekordtid og derpå deres semifinale. I finalen førte de hele vejen, og mens den canadiske båd fulgte godt med i første halvdel, hentede polakkerne dem og sikrede sig sølv mere end halvanden sekund efter danskerne, og Canada fik bronze.
Efter OL i 2008 indstillede Ebbesen karrieren, men udsigten til at vinde en femte OL-medalje fik ham på andre tanker i 2011 og han vendte tilbage til fireren. I OL-året 2012 bestod besætningen af Kasper Winther Jørgensen, Jacob Barsøe, Morten Jørgensen og Ebbesen. Ved OL i London fik de en tredjeplads i indledende heat fulgt af sejr i semifinalen. I finalen lagde de sig i spidsen fra start, men på de sidste 500 meter blev de indhentet af briterne, og det lignede en kamp om guldet mellem disse to både. På målstregen blev det imidlertid Sydafrika, der sikrede sig sejren, mens Storbritannien fik sølv snævert foran Danmark på bronzepladsen. Eskild Ebbesen opnåede dermed som den kun tredje dansker at vinde fem OL-medaljer. Efter bronzemedaljen ved OL stoppede Eskildsen endegyldigt sin karriere.
Efter afslutningen af den egentlige rokarriere har Ebbesen dyrket ergometerroning og har verdensrekorden på 2.000 m i dette(aldersgruppe 30-39 år).

### Medaljehøst
- Guld – VM 1994, Indianapolis
- Sølv – VM 1995, Tampere
- Guld – OL Atlanta 1996
- Guld – VM 1997, Lac d'Aiguebelette (Frankrig)
- Guld – VM 1998, Køln
- Guld – VM 1999, St. Catharines (Canada)
- Bronze – OL Sydney 2000
- Sølv – VM 2001, Luzern
- Guld – VM 2002, Sevilla
- Guld – VM 2003, Milano
- Guld – OL Athen 2004
- Guld – OL Beijing 2008
- Bronze – OL London 2012

### Hæder
Eskild Ebbesen har modtaget flere hæderbevisninger for sine præstationer. Som medlem af guldfireren vandt han to gange titlen som Årets Sportsnavn i Danmark, i henholdsvis 1998 og 2004,
og han blev i 2017 optaget i dansk idræts Hall of Fame.
I 2013 blev han tildelt rosportens højeste internationale pris, Thomas Keller-medaljen.

## Øvrige karriere
Eskild Ebbesen blev cand.scient. i idrætsfysiologi fra Københavns Universitet i 2000. Han har arbejdet med motivation og sundhedstest siden, og er desuden foredragsholder. Han har også fået udgivet bøgerne Tænk som en vinder (2014) og Træn som en vinder (2016) sammen med Brian Martin Rasmussen.
Han deltog i anden sæson af Vild med dans, hvor han blev nummer to.
Han er lillebror til politikeren Carl Christian Ebbesen.